# Xysmalobium undulatum
Xysmalobium undulatum là một loài thực vật có hoa trong họ La bố ma. Loài này được (L.) W.T.Aiton miêu tả khoa học đầu tiên năm 1811.